# TDMoEthernet
 (décembre 2022).
Si vous disposez d'ouvrages ou d'articles de référence ou si vous connaissez des sites web de qualité traitant du thème abordé ici, merci de compléter l'article en donnant les références utiles à sa vérifiabilité et en les liant à la section « Notes et références ».
 (décembre 2022).
TDMoEthernet (TDM over Ethernet) est une méthode de transport de multiples signaux TDM (Time Division Multiplexed) véhiculant de la voix ou des données sur des réseaux Ethernet. De manière générale, cette technologie permet d'émuler un média synchrone en réorganisant l'ordre des paquets reçus.
Cette technologie permet par exemple d'émuler une liaison E1 (1920 à 2048 kbit/s en G.703/G.704 -i.e.: 30 canaux voix-) à travers un réseau Ethernet pour interconnecter deux commutateurs téléphoniques. 